# مكتبة بلدية دير البلح العامة
مكتبة بلدية دير البلح العامة وتُسمى أيضًا مكتبة الشهيد محمود أحمد خليل أبو سمرةمكتبة عامة افتتحت في 20 أبريل 2014 بواسطة وزارة الثقافة الفلسطينية في غزة و بلدية مدينة دير البلح الواقعة في وسط قطاع غزة، وهي إحدى المكتبات الأربعة الموجودة في محافظة دير البلح وهم: مكتبة نادي خدمات دير البلح، مكتبة مركز البرامج النسائية ، مكتبة جمعية دير البلح لتأهيل المعاقين.

## التسمية
أطلق على المكتبة اسم الشهيد محمود أحمد خليل أبو سمرة، الذي استشهد في 19 أبريل 2008 في عملية استشهادية سميت "نذير الانفجار" والتي نفذتها كتائب عز الدين القسام الجناح العسكري لحركة حماسوتعتبر أول مكتبة مركزية تحمل اسمه.

## التاريخ
في عام 2018، عُقدت مبادرة من مركز طوقان الثقافي لتطوير مكتبة دير البلح العامة تحت دعم البلدية، في عام 2019 تم دعم مكتبة دير البلح العامة ماديا لشراء أجهزة حاسوب وطابعات لتطوير من قبل البنك الإسلامي الفلسطيني، وفي 2022 زار المكتبة وفد من طالبات مدرسة شهداء دير البلح الثانوية